# Pabillonis
Pabillonis (sardinski: Pabillònis) je grad i općina (comune) u pokrajini Južnoj Sardiniji u regiji Sardiniji, Italija. Nalazi se na nadmorskoj visini od 42 metra i ima 2 781 stanovnika.
 Prostire se na 37,42 km². Gustoća naseljenosti je 74 st/km².
Susjedne općine su: Gonnosfanadiga, Guspini, Mogoro, San Gavino Monreale, San Nicolò d'Arcidano i Sardara.